# 肖爾黑文計劃
肖爾黑文計劃（英語：Shoalhaven Scheme），是澳大利亞新南威爾斯州的一個供水及發電工程。

## 供水
以下幾個堤壩所攔截的儲水，可以經由地底管道送往悉尼或臥龍崗。

### 塔倫大壩
塔倫大壩（Tallowa Dam）1976年建成，位於肖爾黑文河（Shoalhaven River）之上，高43（141英尺），闊528（1,732英尺），是一座設有中央溢流道的混凝土重力壩。截流後河的上游成了亞朗加湖（Lake Yarrunga），儲水量達85,500公升（3,020 × 106立方英尺）。

### 菲茨羅伊瀑布大壩
菲茨羅伊瀑布大壩（Fitzroy Falls Dam）1974年建成，共分為4座土石壩，位於亞朗加溪（Yarrunga Creek）的上游，距離莫斯維爾大約16（9.9英里），主壩高14（46英尺），闊1,530（5,020英尺），儲水量達23,500公升（830 × 106立方英尺），上游的菲茨羅伊瀑布水庫（Fitzroy Falls Reservoir）面積為522公頃（1,290英畝），總集水區面積達31平方（12平方英里）。

### 溫格家樂比水壩
溫格家樂比水壩（Wingecarribee Dam）1974年建成，是一座土石壩，位於溫格家樂比河之上，波拉爾的東南方大約15（9.3英里），堤壩高19（62英尺），闊1,140（3,740英尺），儲水量為25,875公升（913.8 × 106立方英尺）。

### 賓迪娜蓄水庫
賓迪娜蓄水庫（Bendeela Pondage）1972年建成，位於袋鼠河之上，在塔倫大壩與菲茨羅伊瀑布大壩之間，是兩座大壩發電排洪時的蓄水庫，儲水量為1,200公升（42 × 106立方英尺）。

## 發電
肖爾黑文計劃包含兩個水力發電站，總發電量為240瓦特（320,000匹馬力）。

### 袋鼠谷發電站
位於袋鼠谷，由兩台各可以生產80瓦特（110,000匹馬力）的發電機所組成，蓄水由菲茨羅伊瀑布大壩釋放，流至480（1,570英尺）以下的賓迪娜蓄水庫，途中流經發電機生產電力。

### 賓迪娜發電站
蓄水流到賓迪娜蓄水庫之後，會再流經兩台較細的發電機，最後排放至袋鼠河。